# Tarnowa (gmina Brudzew)
Tarnowa – wieś w Polsce położona w województwie wielkopolskim, w powiecie tureckim, w gminie Brudzew, przy drodze wojewódzkiej nr 470.
W latach 1975–1998 miejscowość należała administracyjnie do województwa konińskiego.